# Schweißtal
Schweißtal ist ein Ortsteil der Ortsgemeinde Nimsreuland im Eifelkreis Bitburg-Prüm in Rheinland-Pfalz.

## Geographische Lage
Schweißtal liegt nordwestlich von Nimsreuland in einer Entfernung von rund 1,5 km. Der Ort liegt in einem Tal und ist überwiegend von Wald- und Wiesenflächen umgeben. In Schweißtal mündet der Perdsbach in die Nims, die östlich des Ortes in Richtung Nimsreuland fließt.

## Geschichte
Schweißtal entstand um 1100 aus einem einzelnen Hof. Dieser wurde im Jahre 1804 vollständig neugebaut. Der zweite Hof der Siedlung entstand im fortgeschrittenen 19. Jahrhundert. Schließlich gibt es noch eine Mühle.
Belegt ist, dass um 1770 rund 23 Menschen in Schweißtal lebten. Der Hof gehörte bis 1794 zur Schultheißerei Wetteldorf, die Mühle dagegen zur Meierei Dingdorf im Amt Schönecken.
Bis heute besteht der Ort lediglich aus den drei genannten Gebäuden, die mittlerweile unter Denkmalschutz stehen.

## Kultur und Sehenswürdigkeiten
Schweißtal ist durch seine alten und noch sehr gut erhaltenen Gehöfte bekannt. Diese gelten als die letzten ihrer Art in der Verbandsgemeinde Prüm, vor allem da es kaum zu Modernisierungen kam.

### Mühle
In Schweißtal gibt es die ehemalige Mühle an der Nims. Es handelt sich um einen im 19. Jahrhundert entstandenen Bau, der den Nachfolger einer früheren, heute nicht mehr erhaltenen Mühle, bildet. 1926 baute man eine Turbine ein und konzentriert sich heute vor allem auf die Stromerzeugung.
Beim Gebäude handelt es sich um einen außergewöhnlich langen Streckhof aus vier einzelnen Komplexen. Diese gliedern sich in ein Wohngebäude und mehrere Wirtschaftsgebäude. Die Fassade ist recht einfach gehalten, mit rechteckigen Fenstern. Die Mühlenanlage gilt als eine der letzten gut erhaltenen und nicht modernisierten der Verbandsgemeinde Prüm.

### Quereinhaus
Das zweite Gehöft des Ortes wurde im Kern 1804 erbaut und im 19. Jahrhundert erweitert. Wie auch bei der Mühle handelt es sich um einen schlichten Bau mit ebenfalls rechteckigen Fenstern. An der Giebelseite wurde zudem ein Backofen angebaut. Das Quereinhaus gilt als das älteste, einheitlich gebaute Gebäude der Verbandsgemeinde Prüm.

### Kreuzigungsbildstock
Unweit des Quereinhauses befindet sich ein sehr gut erhaltener Kreuzigungsbildstock aus dem Jahre 1786. Der Schaft ist schlicht gestaltet und enthält lediglich die Jahreszahl. Es folgt eine Relieffigur der heiligen Katharina mit je zwei Glockenblumen an den beiden Seiten. Den Abschluss bildet eine Konsole mit Totenschädel und die klassische Kreuzigungsgruppe neben dem Abschlusskreuz mit Corpus.
Siehe auch: Liste der Kulturdenkmäler in Nimsreuland

## Naherholung und Verkehr

### Wandern
Um Nimsreuland gibt es mehrere Wanderwege, vor allem durch das Tal der Nims. Einer davon verläuft auch an Schweißtal vorbei. Es handelt sich um einen rund 12 km langen Rundwanderweg. Ein weiterer Wanderweg ist der Willibrordusweg 7, der in seiner zweiten Etappe auch durch Schweißtal führt. Der Wanderweg erinnert an die Missionstätigkeiten des heiligen Willibrordus zu Echternach. Die Strecke weist eine Länge von rund 16 km auf.

### Verkehr
Dicht an Schweißtal vorbei verläuft die Landesstraße 5. Der Ort selbst ist durch die Kreisstraße 128 erschlossen.